# せっかち勉強〜知らないとヤバイこと〜
『せっかち勉強』（せっかちべんきょう）は、日本テレビ系列で放送されている教養特別バラエティ番組。

## 概要
"知らないと損する情報"や"知っておけばよかった知識"を余計な「ひっぱり」「ため」「またぎ」を一切入れずに猛スピードで紹介している。
放送中は右上に「残り○○（数字）勉強」と表示されている。
出演者が補足などを求める場合は、手元のボタンで解説を止めることが出来る。
また、視聴者から雑学を随時、番組ページから募集している。

## 出演者
MC
- 加藤浩次

勉強リーダー
- カズレーザー

勉強ゲスト
- 佐久間宣行、ホラン千秋、水卜麻美（日本テレビアナウンサー）、菊池風磨（Timelesz）、長嶋一茂

## 放送リスト
| 回 | 放送年月日 | 放送年月日      | 曜日 | 放送時間      | 勉強リーダー | MC       | 勉強ゲスト（50音順）             | 備考                             |
| -- | ---------- | --------------- | ---- | ------------- | ------------ | -------- | -------------------------------- | -------------------------------- |
| 1  | 2023年     | 9月3日          | 日曜 | 14:00 - 15:00 | カズレーザー | 加藤浩次 | 佐久間宣行、ホラン千秋           | 「サンバリュ」枠（関東ローカル） |
| 2  | 2024年     | 1月1日          | 月曜 | 23:30 - 24:25 | カズレーザー | 加藤浩次 | 佐久間宣行、ホラン千秋           | ここから全国放送                 |
| 3  | 2024年     | 4月6日          | 土曜 | 21:00 - 22:54 | カズレーザー | 加藤浩次 | 佐久間宣行、水卜麻美             |                                  |
| 4  | 2024年     | 10月23日        | 水曜 | 21:00 - 22:54 | カズレーザー | 加藤浩次 | 佐久間宣行、ホラン千秋、水卜麻美 |                                  |
| 5  | 2025年     | 1月1日          | 水曜 | 13:30 - 15:30 | カズレーザー | 加藤浩次 | 菊池風磨、長嶋一茂、ホラン千秋   |                                  |
| 6  | 2025年     | 1月4日          | 土曜 | 21:00 - 22:54 | カズレーザー | 加藤浩次 | 菊池風磨、佐久間宣行、水卜麻美   |                                  |
| 7  | 2025年     | 4月24日（予定） | 木曜 | 19:00 - 21:00 | カズレーザー | 加藤浩次 | 井上芳雄、ホラン千秋、水卜麻美   |                                  |

## スタッフ
- 企画・総合演出：髙橋利之
- 構成：石原健次
- リサーチ：【クラフトラボ】利光宏治、落合悠貴、仲間大輔、藤澤太郎、平田陽暉【パンドラ】羽柴千晶、高木洋志、齋藤譲、齋藤路蘭、植竹七彩（齋藤路→第3回-、植竹→第5回-）
- TM：黒木貴博（第5回-）
- SW：米田博之（第1,3,5回-）
- CAM：橋本圭祐（第7回）
- MIX：青山禎矢（第5回-）
- VE：北岡大輔（第7回）
- 照明：千葉雄（第7回）
- マルチ：ジャパンテレビ
- 美術プロデューサー：葛西剛太（第1,4回-）
- デザイン：田澤奈津美（第7回）
- 大道具：伊藤巧（第5回-）
- 電飾：尾島香奈（第2回-）
- 小道具：米山幸市
- メイク：奥松かつら
- EED：武者宏（第3回-）
- MA：大江拓也（第1-3,5,7回）
- CG：平池優太（第6回-）
- 音効：中村鉄太郎
- デスク：高桑繭子
- TK：矢島由紀子
- ナレーション(第3回-)：森富美（日本テレビアナウンサー、第3回-）
- 協力：アフロ（第1回-）、ユニフォトプレス（第7回）
- 監修：日本蜘蛛学会 鈴木佑弥（第7回）、早稲田大学考古資料館 馬場匡浩（第6回-）、弁護士髙下雅弘、中央大学理工学部 酒折文武、宮坂まい子、大澤徹訓、ジャーナリスト 井上和彦、株式会社ウェルダン 田中徹（共に第7回）
- ディレクター：髙橋公彦（第1-5,7回、第6回は演出）、奈良脩人（第3,4,6回-）、森田新之介（第1,3,4,6回-）、千田野々香（第1回-）、近藤優人（第2回-）、齊藤杏美（第5回-）、田中友洋（第5回-）、曽我翔（第3,4,6回-、第5回は演出）、松谷夢々（第3回-）、松井美保（第3回-）、坂谷侑子（第3回-）、齋藤郁恵（第3回-）、山口智教（第4回-）/近藤仁美（第2回-）、大澤悠平（第7回）/ハパンナ光進（第1回-）、尾頭慶哉（第7回）、草地美翔（第7回）、亘絵未里（第5回-）、柳田悠香（第4回-）、加藤朱莉（第3,7回）、石坂航大（第5回-）、佐藤有悟（第7回）、江橋光帆（第7回）、松本真花（第7回）
- 演出：本間雄二郎（第1-4,7回、第5,6回はディレクター）
- プロデューサー：天野英明（第1回-）、向山典子（第1回-）、大野もも（第1回-）、影山龍太（第2回-）、阿河朋子（第3回-）、岩山夏子（第3回-）/太田由貴（第4回-）、田中麻梨紗（第7回）、星野智絵（第7回）、橋村青樹（第4回-）、関直輝（第3,5回-）、深井香織（第4回-）
- チーフプロデューサー：矢野尚子（第1回-）
- 制作協力：いまじん（第1回-）、えすと（第3回-）
- 製作著作：日本テレビ

### 過去のスタッフ
- リサーチ：【パンドラ】梶谷翔平（第1回）
- TM：小椋敏宏（第1-4回）
- SW：岩倉康宏（第2回）、三井隆裕（第4回）
- CAM：伊藤孝浩（第1,3,4回）、村田陸彦（第2回）、中村佳央（第5,6回）
- MIX：赤池暢也（第1,3回）、南雲長忠（第2回）、三石敏生（第4回）
- VE：飯島友美（第1,5,6回）、寺見遥希（第2,3回）、小山龍一（第4回）
- 照明：加藤明穂（第1,2,4-6回）、池長正宏（第3回）
- 美術プロデューサー：齋藤隆史（第2,3回）
- デザイン：大住啓介（第1-3回）、平岡真穂（第4-6回）
- 大道具：清水綾乃（第1,3回）、大川啓介（第2回）、下吉克明（第4回）
- 電飾：中西麻美（第1回）
- EED：長野紘也（第1,2回）、小林息吹（第5,6回）
- MA：元木綾美（第4回）、堀口誠（第6回）
- 監修：兵庫医科大学皮膚科学 夏秋優、服飾史研究家辻元よしふみ、早稲田大学 教授 笹原宏之(漢字学)（共に第1回）、翻訳家・文筆家 上野真弓、コスメコンシェルジュ 牧内夕子（共に第2回）、環境省希少野生動植物種保存推進委員 河原淳（第2,4回）、ニッケン刃物株式会社、山極壽一 総合地球環境学研究所所長（第3回）、武庫川女子大学特任教授 森川和則（第3,4回）、地方独立行政法人 青森県産業技術センター 水産総合研究所、電動モビリティシステム 専門職大学 古川修、Kent Miseki/三関健斗、全国石油商業組合連合会、公益社団法人 日本食肉格付協会（共に第4回）、東京農工大学 小池伸介、高知大学 教育学部分析化学研究室 西脇芳典、和文化研究家 三浦康子（共に第5回）、明海大学教授 佐々木文彦、東進ハイスクール講師 吉田裕子、獣医学博士 ヤマザキ動物看護大学・客員教授 大島誠之助、公益財団法人日本モンキーセンター 新宅勇太、一般社団法人日本宝石協会 代表理事 堀内信之（共に第6回）
- 協力：弁護士森詩絵里（第2,5回）、AP、WILD FROG Outdoor school 桑原裕則（AP以降→第3回）、株式会社 ムラキ、株式会社 ケッズトレーナー 小泉渉（共に第3,5回）、Topspin Creative Corp、ききいしき、広島大学大学院統合生命科学研究科教授 川井清司、伊藤存（Top以降→第4回）、cafe55、DieDieSaggy、Transport Viewing Archives（共に第5回）、株式会社Secual、大阪市立科学館（共に第6回）
- 撮影協力(第2,3回)：Bar七曲署（第2回）、Arguiia Cafe Tokyo（第3回）
- ディレクター：藤原優太（第1-3回）、髙橋彩、齋藤七恵（共に第1回）、池田翔（第1,2回）、黒澤望海（第1,3回）、剣持真衣奈、中野虎之介（共に第2回）、田代和総（第2,3回）、米田浩平（第2-6回）、柳川邦顕、佐々木圭（共に第5,6回）、木下仁志、竹内遥香（共に第6回）/ 白旗大翔（第1-3回）、槇澤圭亮、三木千亜里（共に第2,3回）、増田崇志（第2-6回）、末永萌夏、前原淑乃、菅野友梨、石神健太、飯田真由（共に第3回）、村上瑠奈（第3-6回）、石井柚奈、林佑香、楠見雅、宮上莉菜、宮本竣介、坂上雅（共に第4回）、上原友里子、菱屋日向（共に第4-6回）、小堀裕也、宇都木彩乃、岩崎紀龍、村田瑞季（共に第5,6回）
- プロデューサー：山口由布子（第1回）、中本星亜（第1-3回）、久石悠子（第1,2回）、鈴木あかり（第2-6回）、上岡恵莉華（第3回）、西あかね（第4-6回）、染谷薫、竹部歩美、中村健二、板橋綺乃（共に第5,6回）